# Grote populierenhaan
De grote populierenhaan (Chrysomela populi) is een kever uit de familie bladkevers (Chrysomelidae). De wetenschappelijke naam van de soort werd in 1758 gepubliceerd door Carl Linnaeus.
In grote delen van Europa is de soort zeer algemeen, ook in Nederland en België.

## Algemeen

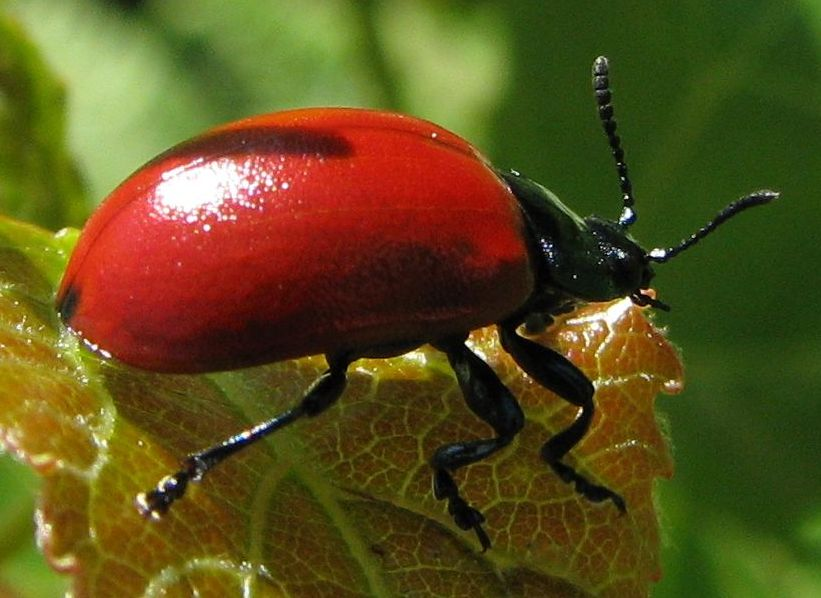
Een kleine zwarte vlek aan de achterkant

Dit relatief grote bladhaantje is te zien van april tot augustus, en te herkennen aan de meestal scharlakenrode dekschilden; de rest van het lichaam is zwart. De dekschilden kunnen ook wat bruiner of geler van kleur zijn, vooral pas uit de pop gekropen exemplaren zijn lichter; dode (opgezette) exemplaren kleuren bruin. Vanwege de ronde vorm en het bolle schild lijkt deze soort op een van de lieveheersbeestjes, maar hij mist altijd de stippen en wordt iets groter, tot 13 millimeter. Ook is het schild iets langwerpiger en zijn kop en borststuk duidelijker gescheiden. Er is nog een overeenkomst met lieveheersbeestjes; bij verstoring wordt een bittere en smerig ruikende vloeistof afgescheiden die vijanden zoals vogels moet verjagen.

## Voedsel en ontwikkeling
Het populierenhaantje leeft op de populier en de wilg, ook aanverwante soorten zoals ratelpopulier en zwarte populier. Zowel de larve als kever leeft van de bladeren die weggeknaagd worden, en bij voorkeur de frisse jonge blaadjes. De kleur van de larve is wit tot witgeel met rijen ronde zwarte vlekjes over het hele lijf, een cilindrische, rupsachtige vorm en een zwarte kop. Ook de larve kan een smerige stof afscheiden en leeft vaak op de onderzijde van bladeren ter beschutting. De volwassen kever overwintert om in april weer tevoorschijn te komen.